# The Face of Evil
The Face of Evil (Le Visage du démon) est le quatre-vingt-neuvième épisode de la première série de la série télévisée britannique de science-fiction Doctor Who. L'épisode fut originellement diffusé en quatre parties, du 1er au 22 janvier 1977 et marque la série par l'arrivée de Louise Jameson dans le rôle de Leela

## Accroche
Une planète inconnue d'un lointain futur semble être en proie à des ennemis invisibles. Le Docteur va se lier avec une guerrière nommée Leela qui semble avoir été bannie de sa tribu, les Sevateem.

## Distribution
- Tom Baker — Le Docteur
- Louise Jameson — Leela
- David Garfield — Neeva
- Victor Lucas — Andor
- Brendan Price — Tomas
- Leslie Schofield — Calib
- Colin Thomas — Sole
- Lloyd McGuire — Lugo
- Leon Eagles — Jabel
- Mike Elles — Gentek
- Peter Baldock — Acolyte
- Tom Kelly, Brett Forrest — Les Gardes
- Rob Edwards, Pamela Salem, Anthony Frieze, Roy Herrick — Xoanon
- Harry Fielder — Assassin

## Résumé
Le TARDIS s'étant une nouvelle fois trompé de destination, le Docteur voyage seul sur une planète de type jungle et y croise Leela, une guerrière primitive récemment chassée de sa tribu, les Sevateem. Celle-ci a été chassée pour ne pas croire au dieu Xoanon et reconnaît en lui « le maléfique » (the evil one) une personnalité crainte par son peuple qui tiendrait prisonnier Xoanon au côté du peuple belliqueux des Tesh, au-delà du "Mur noir", une barrière infranchissable et invisible. Xoanon semble ne parler qu'à Neeva, le shaman de la tribu. Neeva a envoyé deux hommes la tuer, mais elle a réussi à les tuer grâce à l'aide de Tomas, un de ses amis. De plus la tribu semble être attaquée par des ennemis invisibles venus par delà le mur. Malgré les tentatives menées par Andor, le chef du village, aucun n'a jamais réussi à passer le Mur noir.
Les guerriers retrouvent le Docteur et le capture. Mais Leela lui vient en aide après avoir tué un des gardes. Leela l'amène près d'une montagne lointaine sur laquelle est gravée le visage du maléfique qui n'est autre que celui du Docteur. Celui-ci ne se souvient pas être déjà venu sur cette planète et en s'introduisant dans la tente de Neeva, il trouve de nombreux objets ayant visiblement appartenu à des cosmonautes. De plus, il trouve le transmetteur radio par lequel la voix de Xoanon est propagé et celui-ci parle avec la voix du Docteur. De nouveau capturé par la tribu, le Docteur doit passer le « test de la horda » afin de prouver qu'il est bien un être humain : avec une simple arbalète et un carreau, il doit couper une corde dont le mécanisme est relié à une fosse aux serpents nommés les "hordas." Le Docteur ne réussit pas à couper la corde, la trappe s'ouvre. Grâce aux conseil de Leela et à ses connaissances, il passe le test haut la main.
En paix avec la tribu, le Docteur suggère que les Sevateem sont les descendants d'une équipe de secours (survey team) qui s'est posée autrefois sur cette planète. Il leur laisse une arme qui leur permettrait de dévoiler le véritable visage des ennemis invisibles et part avec Leela explorer le visage sur la montagne et trouve une grotte située "derrière ses dents". Alors qu'Andar meurt en attaquant les êtres invisibles, Tomas utilise l'appareil et découvre que l'être invisible est un visage géant et flottant du Docteur. À l'intérieur de la grotte, le Docteur et Leela tombent sur le vaisseau d'une expédition des Mordee et se souvient les avoir aidés en réparant leur ordinateur, Xoanon. Celui-ci est devenu fou lors de la réparation en avalant la multiple personnalité du Docteur et les Tesh sont en réalité les descendants des techniciens, dorénavant persuadés de servir une puissance divine. Après avoir déjoué un piège des Teshs visant à les tuer en les démolécularisant, le Docteur et Leela parviennent à contacter Neeva par l'intermédiaire de la radio et lui demande de venir avec les Sevateem dans la grotte. Le Docteur tente de discuter avec Xoanon mais l'intervention du Docteur décuple sa folie et lui provoque un trouble de la personnalité.
Leela sauve le Docteur d'une attaque mentale. Alors qu'ils tentent de couper le pouvoir de Xoanon celui-ci réussi à prendre le contrôle de Leela et des Sevateem. Ceux-ci interrompent le Docteur pendant qu'il tente de réparer Xoanon afin de l'empêcher de provoquer une explosion nucléaire. Seulement, la foi de Neeva, qui s'est effondré en apprenant la véritable nature de Xoanon va le pousser à la furie et il s'attaquera à un des avatars de la machine. Cela interrompra le contrôle de Xoanon assez longtemps sur ses sujets pour que le Docteur puisse finir ses réparations. Une explosion a lieu et le Docteur est mis KO. Lorsqu'il revient à lui, deux jours sont passés. Xoanon est redevenu sain et il remerciera le Docteur de l'avoir aidé. Pendant ce temps là, les Tesh et les Sevateem se disputent pour savoir lesquels seront les dirigeants de leur nouvelle société. Le Docteur s'en va, mais il est rejoint par Leela qui s'engouffre dans le TARDIS, elle pousse quelques boutons, provoquant le départ du vaisseau avec elle et le Docteur.

### Continuité
- Une nouvelle fois le Docteur propose une friandise baby jelly à une personne qui deviendra un de ses compagnons.
- Le Docteur explique qu'un équipement endommagé semble "aussi mort qu'un Dalek".
- À la fin de l'histoire, le Docteur siffle Daddy Wouldn't Buy Me a Bow Wow, la même chanson que Sarah siffle à la fin de The Hand of Fear.